# خط عرض 29° جنوب

خريطة توضح موقع خط العرض 29 جنوبا ، وتحدد الحدود بين الولايات الأسترالية.

خط عرض 29° جنوب هي إحدى دوائر العرض الجغرافية، وهي دوائر وهمية تحيط بالكرة الأرضية، وموازية لخط الاستواء، وتتميز هذه الدائرة بأن الأراضي الواقعة عليها تنتمي للمنطقة المدارية الحارة.

## حول العالم
خط عرض 29° جنوب يبدأ من خط الزوال الأولي ويتجه شرقا ويمر عبر:
| الإحداثيات                           | البلد أو الإقليم أو البحر | ملاحظات |
| ------------------------------------ | ------------------------- | --- |
| 29°0′S 0°0′E / 29.000°S 0.000°E      | المحيط الأطلسي            | |
| 29°0′S 16°43′E / 29.000°S 16.717°E   | جنوب إفريقيا              | كيب الشمالية فري ستيت |
| 29°0′S 27°43′E / 29.000°S 27.717°E   | ليسوتو                    | |
| 29°0′S 29°9′E / 29.000°S 29.150°E    | جنوب إفريقيا              | كوازولو ناتال |
| 29°0′S 31°44′E / 29.000°S 31.733°E   | المحيط الهندي             | |
| 29°0′S 114°45′E / 29.000°S 114.750°E | أستراليا                  | أستراليا الغربية جنوب أستراليا كوينزلاند / نيوساوث ويلز border — note that the border occasionally diverts slightly south of the parallel نيوساوث ويلز كوينزلاند نيوساوث ويلز |
| 29°0′S 153°29′E / 29.000°S 153.483°E | المحيط الهادئ             | |
| 29°0′S 168°1′E / 29.000°S 168.017°E  | جزيرة نورفولك             | |
| 29°0′S 168°3′E / 29.000°S 168.050°E  | المحيط الهادئ             | مرورا بشمال Raoul Island, نيوزيلندا |
| 29°0′S 71°30′W / 29.000°S 71.500°W   | تشيلي                     | |
| 29°0′S 69°44′W / 29.000°S 69.733°W   | الأرجنتين                 | |
| 29°0′S 56°25′W / 29.000°S 56.417°W   | البرازيل                  | ريو غراندي دو سول سانتا كاتارينا |
| 29°0′S 49°25′W / 29.000°S 49.417°W   | المحيط الأطلسي            | |